# Рух за права батьків
Рух за права батьків (англ. Fathers' rights movement) — соціальний рух, пов'язаний із сімейним правом, що стосується батьків-чоловіків та їхніх дітей, включаючи опіку та виховання дітей після розлучення батьків. Більшість його членів, які в першу чергу зацікавлені в цих питаннях, — батьки-чоловіки, які прагнуть емансипації у рівних правах щодо своїх дітей та їхньому вихованні нарівні з матерями або після розлучення, або з незадоволеним батьківством над дітьми. Рух також включає жінок, часто наступних дружин розлучених батьків-чоловіків або інших членів сім'ї чоловіків, що мали певні стосунки із сімейним правом в цьому розрізі.
Більшість членів руху мало зацікавлені в законодавстві чи політиці в цілому. Проте, оскільки вони вважали, що їхня мета рівноправного батьківства була незадоволена існуючими сімейним законодавством та рішеннями судів, багато хто зацікавився сімейним правом, включаючи питання опіки над дітьми та виховання і підтримку дітей після розлучення. Хоча цей рух спочатку було описано як суспільний рух, його представники вважають, що їхні дії краще описані як частина руху за громадянські права в цілому. Заперечення щодо характеристики руху як соціального руху пов'язані з переконанням, що дискримінація батьків виходить за рамки соціальних наук і походить від втручання уряду в сімейне життя.

## Мета
Члени правозахисного руху батьків стверджують, що батьки піддаються дискримінації внаслідок гендерного упередження в сімейному праві; що рішення про опікунство були запереченням справжніх рівних прав; і що вплив (як вигода) великих грошей пошкодив сімейне право в контексті маніпуляцій як матерями, так і юристами сімейного права. Основним акцентом руху є кампанія, у тому числі лобіювання та дослідження, для формальних законних прав батьків, а іноді і для дітей, а також популяризація змін у сімейному законодавстві щодо опіки над дітьми та підтримку системи сімейного судочинства саму по собі.
Цей рух отримав міжнародне висвітлення в пресі внаслідок активності своїх членів, яка стала все більш голосною, помітною та організованою, і відіграла важливу роль у дебатах про сімейне право. В Україні, окрім певних юристів, цим питанням активно займається громадська організація «Батько має право» за підтримки адвокатів по сімейному праву.

## Історія
Історія батьків і батьківський рух погано описана через непопулярність цього питання в ЗМІ. Відомо, що приблизно з кінця 1960-х років чоловіки протестували проти позбавлення прав як батька після розлучення. Зокрема, мова йшла про право спілкування з дітьми. Цей рух був переважно виокремлений із загального руху за права чоловіків, які організували себе паралельно під наслідками другої феміністичної хвилі. Однак це частково було реакцією на наслідки цієї хвилі та, зокрема, на збільшення кількості розлучень, що виявило недостатню якість та представленість законів в юридичних питаннях на цю тему.
До початку XXI століття акцент все більше зміщувався з вимоги щодо «прав доступу до дітей» до вимог «рівноправного батьківства». Обговорюється все більша кількість проблем, пов'язаних із функціонуванням конституційної держави в контексті сімейного права. Критикується також відсутність рівних можливостей для батьків-чоловіків, такі як повноцінна опіка над дітьми, право доступу до виховання після розлучень батьків, відпустка по догляду за дитиною, соціальні центри батьків тощо. Прагнення до рівноправного батьківства призвело до змін в законодавствах цивілізованих країн але, зважаючи на те, що рівноправне батьківство в більшості країн регулюється законом, на практиці мало що відмічається як якісний розвиток суспільства в цих питаннях, в тому числі через інерційність традиційної соціальної динаміки, незнання законів та стереотипних упереджень більшості людей.
Що стосується України, де ці права закріплені за батьками у Конституції України та Сімейному кодексі України (зокрема Стаття 141 «Мати та батько мають рівні права та обов'язки щодо дитини, незважаючи на те, чи перебували вони у шлюбі між собою»), з 1991 по 2017 рік не існувало якісного закону щодо встановлення повноцінних прав батька, а опіка над дітьми після розлучень практично автоматичного віддавалася матерям згідно з принципом 6 «Декларації прав дітей» (прийнята резолюцією 1386 (XIV) Генеральної Асамблеї ООН від 20 листопада 1959 року), яка не є повноцінним законом. Саму «Декларацію прав дитини» Україна станом на 2018 рік не ратифікувала, але суди всіх інстанцій продовжували посилатися на неї. Після того, як держава програла кілька справ, внаслідок того, що громадяни України позивалися до неї (в питаннях прав опікунства та прав доступу до дітей та їхнього виховання), у Європейському суді (який крім того рекомендував привести законодавство держави до сучасних цивілізованих норм), Верховна Рада та Верховний суд України низкою нових законів та постанов, які тепер є обов'язковими як судові прецеденти, зрушила ситуацію в напрямку рівних прав у сімейному питанні щодо встановлення опіки та права батьків на виховання.

## Критика
Деякі юристи та феміністки звинувачують правозахисний рух батьків-чоловіків у висвітленні інтересів батьків понад інтересами дітей, наприклад, заявляючи, що батькам прийнятно є відкликання утримання дитини, якщо їм не надано правового доступу до своїх дітей. Або лобіюванням змін у сімейному законодавстві, які, як стверджують, посилюють вплив дітей від маніпулятивних батьків і, як стверджують, ще більше загрожують матерям, що є жертвами насильства в сім'ї.
Інша критика полягає в тому, що правозахисники батьків нібито неправильно стверджують, що суди є предметом проти батьків, тоді як насправді переважна більшість справ врегульовано за приватною угодою, а батьки добровільно відмовляються від первинної опіки над своїми дітьми, що пояснює нижчий відсоток батьків, які отримують її; і що «упередженість» судів є на користь первинного піклувальника, а не самих матерів.
Дослідники Марта Фінмен, Майкл Флойд та інші критикують рух за те, що він нібито увічнює негативні стереотипи жінок як оманливих, мерзенних та безвідповідальних, а також стереотип про те, що жінки не можуть довести кращу фінансову відповідальність перед дітьми, ніж чоловіки.